# Eneko
Eneko las Heras Leizaola, más conocido como Eneko (Caracas, 10 de abril de 1963) es un ilustrador, caricaturista y humorista gráfico venezolano de origen vasco. 

## Biografía
Nacido en Caracas, Venezuela, en 1963, sus padres fueron Luis de las Heras y la diseñadora Karmele Leizaola. Desde 1995 reside en España.

## Trabajo
Su primera ilustración en un medio importante apareció en julio de 1979 en el suplemento dominical de El Nacional, que llevaba el nombre de 7º Día.  Sus dibujos aparecieron en la revista Euskadi, editada por el Centro Vasco de Caracas y, posteriormente, colaboró con el periódico litografiado Nuevo Rumbo. Entre 1981 y 1989 trabajó para otras revistas de su país como El Cohete, Número, Nueva Sociedad, El Nacional y El Diario de Caracas.
Tras trasladar su residencia a España empezó a trabajar para el periódico 20 minutos, la revista Interviú y el diario Diagonal. Entre 1998 y 2013 formó parte, junto a otros dibujantes como Mutis, Olaf Ladousse, Jaques Le Biscuit y Pepe Medina, del colectivo editor y productor del periódico mural El Cartel. En la actualidad colabora para la revista El Jueves y el periódico digital Público.
En las viñetas de Eneko hay una lúcida disección de la realidad cargada de ironía y sátira. En su caso, el humor gráfico es un arma para comunicar ideas, propiciar reflexiones y avivar conciencias políticas.
Ha participado en diversas exposiciones, tanto colectivas como individuales, en donde ha presentado sus creaciones. Ha participado en Salones de Caricaturistas en Caracas, Quito, y Bilbao. Entre sus premios está el del Salón de Caricaturas de El Carabobeño (1981), el Municipal de Periodismo de Caracas (1991) o el Juan Llovera del Salón Michelena.
Es socio fundador del Frente Viñetista, asociación que promueve el Humor Gráfico en España. 

## Libros
Monografías
- 2004 Dicho a mano. Multiprensa y Más.
- 2006 Mentiras: medias verdades, cuartos de verdad. Sins Entido.
- 2013 Fuego. Ediciones 360°.

Álbumes colectivos
- 2006 Los cinquenta números: El cartel desde 1998. El Cartel.
- 2018 155 dibuixos contra el 155. En catalán. Efados.